# Traité de Fort Harmar

Traité de Fort Harmar.

Le traité de Fort Harmar est un traité entre le gouvernement des États-Unis et de nombreux Amérindiens du Territoire du Nord-Ouest. Il a été signé à Fort Harmar, près de l'actuelle ville de Marietta, le 9 janvier 1789. Les représentants des Iroquois et d'autres groupes d'Amérindiens, y compris les Hurons-Wendats, Lenapes, Outaouais, Ojibwés, Potawatomis et Sauks ont rencontré Arthur St. Clair, gouverneur du Territoire du Nord-Ouest, et d'autres chefs américains comme Josiah Harmar et Richard Butler.
Le traité était censé régler les problèmes restants depuis le traité de Fort Stanwix de 1784 et le traité de Fort McIntosh de 1785, mais le nouvel accord n'a guère plus réaffirmer les termes de ces deux documents précédents avec quelques modifications mineures. Les négociations et le document n'ont pas abordé la plupart des griefs importants des tribus, à savoir l'implantation de colons de Nouvelle-Angleterre dans les Firelands (en) de la Connecticut Western Reserve, une zone qui s'étend à l'intérieur des terres réservées pour les Amérindiens.
Le gouverneur Arthur St. Clair avait été autorisé par le Congrès et par le secrétaire à la Guerre, Henry Knox d'offrir certaines terres réservées pour les colons américains en échange des Firelands litigieuse de la Western Reserve. St. Clair a refusé de céder ces terres et a plutôt menacé et acheté les chefs amérindiens pour négocier un traité qui a simplement réitéré les termes des traités précédents. Plusieurs tribus de la région, telles que les Shawnees, ont été exclues des négociations. En conséquence, les Shawnees ont refusé de se conformer au traité.
Le nouveau traité n'a à peu près rien fait pour arrêter l'éruption de la violence le long de la frontière entre les colons et les Amérindiens. L'échec du traité a conduit à une escalade jusqu'à la guerre indienne du Nord-Ouest comme les tribus essayaient d'expulser les pionniers. La guerre dura six ans jusqu'à ce que les États-Unis défassent l'alliance tribale à la bataille de Fallen Timbers en 1794.
En 1795, avec le traité de Greenville, les tribus ont été forcés d'abandonner leurs revendications de la plupart de ce qui est maintenant l'État de l'Ohio. Ce traité a divisé les Territoires du Nord-Ouest en deux parties ; l'une pour les Amérindiens et une pour les colons américains.